# Elementree Records
La Elementree Records è un'etichetta discografica fondata nel 1997 dai Korn.

## Storia della Elementree Records
Alla fine del 1997 i Korn fondarono la Elementree Records, una casa discografica personale, che abbandonarono nel 2006 con la firma per la Epic Records, prima dell'uscita dell'album See You on the Other Side.
Prima della chiusura però avevano firmato un contratto con la casa discografica molte band tra cui gli Orgy, con la quale pubblicarono l'album Candyass, premiato con un disco di platino.
Subito dopo gli Orgy, arrivarono altre firme di cantanti importanti come i Videodrone, i Deadsy e il rapper Marz.